# Små Mennesker Venter
|  | Denne artikel er oprettet af botten PalnaBot ud fra en ekstern database. Den kan derfor have sproglige fejl eller mangler. Denne skabelon kan fjernes efter kontrol af indholdet. |

Små Mennesker Venter er en dokumentarfilm instrueret af Christian Krüger-Johnsen efter manuskript af Christian Krüger-Johnsen.

## Handling
Palæstinenseren Nadi har arbejdet som kok i en jødisk families café i Tel Aviv i over ti år. Desværre er grænsen til Gaza blevet lukket, og Nadi er blevet fanget i et større politisk spil og kan ikke fortsætte arbejdet i Israel. Han bliver generet af israelske soldater og overfaldet af andre palæstinensere. Situationen er håbløs. Nadi kan kun vente.